# Liste der Monuments historiques in Montereau-sur-le-Jard
Die Liste der Monuments historiques in Montereau-sur-le-Jard führt die Monuments historiques in der französischen Gemeinde Montereau-sur-le-Jard auf.

## Liste der Bauwerke
| Bezeichnung                                        | Beschreibung | Standort        | Kennzeichnung | Schutzstatus | Datum | Bild           |
| -------------------------------------------------- | ------------ | --------------- | ------------- | ------------ | ----- | -------------- |
| Kirche Notre-Dame                                  |              | Aubigny (Lage)  | PA00087126    | Inscrit      | 1926  | weitere Bilder |
| Kirche St-Martin                                   |              | (Lage)          | PA00087125    | Inscrit      | 1926  | weitere Bilder |
| Grabdenkmal für Acelin und Perrenelle de Courciaux |              | Friedhof (Lage) | PA00087127    | Inscrit      | 1939  | weitere Bilder |

## Liste der Objekte
Zum Verständnis siehe: Kirchenausstattung
- Monuments historiques (Objekte) in Montereau-sur-le-Jard in der Base Palissy des französischen Kultusministeriums